# Route nationale 574 (Belgique)
Pour les articles homonymes, voir Route nationale 574 (homonymie).
La route nationale 574 est une route nationale de Belgique de 11,6 kilomètres qui relie Nalinnes à Biesme (Mettet) via Gerpinnes

## Description du tracé

### Communes sur le parcours
- Région wallonne
  -  Province de Hainaut
    - Nalinnes
    - Flaches (Gerpinnes)
    - Gerpinnes
    - Fromiée (Gerpinnes)

  -  Province de Namur
    - Biesme (Mettet)